# 12276 IJzer
12276 IJzer è un asteroide della fascia principale. Scoperto nel 1990, presenta un'orbita caratterizzata da un semiasse maggiore pari a 2,6850338 UA e da un'eccentricità di 0,1440687, inclinata di 7,01844° rispetto all'eclittica.